# Misty Rain
Misty Rain (Long Beach, 10 agosto 1969) è un'ex attrice pornografica e regista statunitense.

## Biografia e carriera pornografica
Inizia la sua carriera nel 1992. Nel 1997 firma un contratto con la Metro Pictures che prevede la sua partecipazione a 12 film e la possibilità di dirigere una propria serie di pellicole dal titolo Misty Cam. Nei primi anni duemila lavora per la New Sensations, sia come attrice che come regista, ad un'altra serie di film intitolata Misty Rain's Worldwide Sex. Nel 1998 ha condotto l'edizione annuale degli AVN Awards insieme a Racquel Darrian e Robert Schimmel.
Nel 2004 viene introdotta nella AVN Hall of Fame.
Ha terminato la carriera con oltre 350 scene e 16 dirette, con un palmares di 7 AVN e 4 XRCO.

## Riconoscimenti
- AVN Award
  - 1995 – Best All-Girl Sex Scene (film) per The Dinner Party con Celeste e Debi Diamond[6]
  - 1995 – Best Group Sex Scene (film) per Sex con Debi Diamond, Diva e Gerry Pike[7]
  - 1996 – Best All-Girl Sex Scene (video) per Takin' it to the Limit 6 con Traci Allen, Felecia, Careena Collins e Jill Kelly[8]
  - 1996 – Best All-Girl Sex Scene (film) per Fantasy Chamber con Jenteal e Felecia[9]
  - 1997 – Best All-Girl Sex Scene (video) per Buttslammers the 13th con Missy e Caressa Savage[10]
  - 1998 – Best Couples Sex Scene (film) per Red Vibe Diaries con Marc Wallice[11]
  - 2004  – AVN Hall of Fame[12]

- XRCO Award
  - 1995  – Starlet of the Year[13]
  - 1995 – Best Girl-Girl Scene per The Dinner Party con Celeste e Debi Diamond[14]
  - 1996 – Best Girl-Girl Scene per Takin' it to the Limit 6 con Traci Allen, Careena Collins, Felecia e Jill Kelly[15]
  - 1996 – Best Group Sex Scene per New Wave Hookers 4  (con Chasey Lain, Marilyn Martyn, Yvonne, Marc Wallice, Mark Davis, Nick East, Tony Tedeschi, T.T. Boy[16]

## Filmografia

### Attrice
- Sodomania 4 (1993)
- Sodomania 6 (1993)
- Twist Of Payne (1993)
- Untamed Cowgirls of the Wild West 2 (1993)
- Video Virgins 3 (1993)
- Adult Video News Awards 1994 (1994)
- American Blonde (1994)
- Anal Arsenal (1994)
- Backdoor Magic (1994)
- Beg For Mercy (1994)
- Bi-golly (1994)
- Black Satin (1994)
- Brassiere To Eternity (1994)
- Buffy Malibu's Nasty Girls 6 (1994)
- Buffy Malibu's Nasty Girls 7 (1994)
- Butt Banged Bicycle Babes (1994)
- Butt Hunt (1994)
- Chain Gang (1994)
- Cuntrol (1994)
- Deep Space 69 (1994)
- DeSade (1994)
- Dinner Party 1 (1994)
- Dirty Doc's Lesbi' Friends 12 (1994)
- Dirty Doc's Lesbi' Friends 16 (1994)
- Elements of Desire (1994)
- F Channel (1994)
- Fantasy Chamber (1994)
- French Way (1994)
- Geranalmo (1994)
- Girl's Affair 5 (1994)
- In Search Of Blonde Butt Babes (1994)
- Indecent Interview (1994)
- International Affairs (1994)
- Junkyard Dykes 1 (1994)
- Mighty Man (1994)
- Misty - Bed And Bath (1994)
- Misty - Photo (1994)
- Misty - Raised Skirt (1994)
- Mountie (1994)
- Nasty (1994)
- Nasty Nymphos 5 (1994)
- Neighbors (1994)
- New Ends 9 (1994)
- New Wave Hookers 4 (1994)
- No Man's Land 10 (1994)
- Pajama Party X 1 (1994)
- Parties Culières à Las Vegas 3 (1994)
- Parties Culières à Las Vegas 4 (1994)
- Prison World (1994)
- Pure Filth (1994)
- Pussyman 5 (1994)
- R.E.A.L. 2 (1994)
- Radical Affairs 8 (1994)
- Revenge of the Pussy Suckers From Mars (1994)
- Secret Rendez-vous (1994)
- Sex 1 (1994)
- Sindy Does Anal Again (1994)
- Sindy's Sexercise Workout (1994)
- Stiff Competition 2 (1994)
- Submission Of Ariana (1994)
- Swap 2 (1994)
- Taboo 12 (1994)
- Triple Play 61: Rump Humpers (1994)
- Truck Stop Angel (1994)
- Up and Cummers 4 (1994)
- Up And Cummers 6 (1994)
- Ace in the Hole (1995)
- Addictive Desires (1995)
- Anal Adventures of Bruce Seven (1995)
- Anal Adventures of Suzy Superslut 1 (1995)
- Anal Adventures of Suzy Superslut 2 (1995)
- Anal Adventures of Suzy Superslut 3 (1995)
- Anal Al's Adventures (1995)
- Anal Intruder 10 (1995)
- Anal Therapy 3 (1995)
- Attitude (1995)
- Battling Bitches 1 (1995)
- Best of Buttslammers 1 (1995)
- Black Buttman 2 (1995)
- Bondage Journey (1995)
- Buffy Malibu's Nasty Girls 8 (1995)
- Buffy Malibu's Nasty Girls 9 (1995)
- Butt Banged Cycle Sluts (1995)
- Buttslammers 9 (1995)
- Corporate Assets (1995)
- Cum And Get Me (1995)
- Deep Inside Debi Diamond (1995)
- Dirty Bob's Xcellent Adventures 20 (1995)
- Dr. Of Pain (1995)
- Drive In Dreams (1995)
- Edge (1995)
- Erotic Appetites (1995)
- Erotic Escape (1995)
- Every Woman Has A Fantasy 3 (1995)
- Hard Copies (1995)
- I Love Lesbians 1 (1995)
- Invitation To The Blues (1995)
- Kittens 6 (1995)
- Kittens 7 (1995)
- Leatherbound Dykes From Hell 5 (1995)
- Lucky Lady (1995)
- Edge (1995)
- Erotic Appetites (1995)
- Erotic Escape (1995)
- Every Woman Has A Fantasy 3 (1995)
- Hard Copies (1995)
- I Love Lesbians 1 (1995)
- Invitation To The Blues (1995)
- Kittens 6 (1995)
- Kittens 7 (1995)
- Leatherbound Dykes From Hell 5 (1995)
- Lucky Lady (1995)
- Masquerade (1995)
- Misty Rain: Wrestling Terror (1995)
- Misty Rain's Anal Orgy (1995)
- Moist Thighs (1995)
- Money Money Money (1995)
- Moon Beads (1995)
- N.Y. Video Magazine 3 (1995)
- Nasty Nymphos 11 (1995)
- Nylon (1995)
- Once A Slave (1995)
- Pajama Party X 2 (1995)
- Picture Perfect (1995)
- Pleasure Girl (1995)
- Priceless (1995)
- Profiles 2: Generation Sex (1995)
- Pussyman 12 (1995)
- Pussywoman 3 (1995)
- Reservoir Bitches (1995)
- Return Engagement (1995)
- Right Connection (1995)
- Sex 2 Fate (1995)
- Sex 4 Life (1995)
- Sex And Money (1995)
- Sodom Chronicles (1995)
- Sodomania and Then Some: A Compendium (1995)
- Spiked Heel Diaries 3 (1995)
- Strap-On Sally 5 (1995)
- Strap-On Sally 6 (1995)
- Taboo 15 (1995)
- Tactical Sex Force (1995)
- Takin' It To The Limit 4 (1995)
- Takin' It To The Limit 6 (1995)
- Tammi Ann: The Girl Just Can't Help It (1995)
- Tender Loving Care (1995)
- Up And Cummers 23 (1995)
- Video Virgins 18 (1995)
- Wanted (1995)
- Whispered Secrets of the Call Girls (1995)
- Whoreo (1995)
- Wide Open Spaces (1995)
- Working Girls (1995)
- XXX Files: Lust In Space (1995)
- Young Nurses in Lust (1995)
- Adam And Eve's House Party 2 (1996)
- Adult Video News Awards 1996 (1996)
- Buttslammers 13 (1996)
- Captured Beauty (1996)
- Cheerleader Strippers (1996)
- Cum Sucking Whore Named Francesca (1996)
- Deep Inside Misty Rain (1996)
- Deep Inside Sindee Coxx (1996)
- Director's Wet Dreams (1996)
- Dirty Dyanna (1996)
- Everybody Wants Some (1996)
- First Time Ever 2 (1996)
- Girls Loving Girls (1996)
- Girls Of Dyke Manor (1996)
- Goldenrod (1996)
- Here Comes Elska (1996)
- Hotel California (1996)
- House Arrest (1996)
- Lovin' Spoonfuls 5: More Best of Dirty Debutantes (1996)
- Misty Rain: The Girl Just Can't Help It (1996)
- N.Y. Video Magazine 9 (1996)
- Nightshift Nurses 2 (1996)
- Nurses Bound By Duty (1996)
- On Their Day Off (1996)
- Once In A Lifetime (1996)
- Paisley Hunter: The Girl Just Can't Help It (1996)
- Pussy Posse 2 (1996)
- Red Hot Lover (1996)
- Shock: Latex 2 (1996)
- Sorority Sex Kittens 3 (1996)
- Stand by Your Man (1996)
- Stardust 1 (1996)
- Telephone Expose (1996)
- Tramps (1996)
- Triple X 12 (1996)
- Unleashed 1 (1996)
- Up And Cummers 26 (1996)
- Venus Descending (1996)
- Blue Dahlia (1997)
- Blue Moon (1997)
- Buttslammers 14 (1997)
- Cum Sucking Whore Named Vanessa Chase (1997)
- Deep Inside Asia Carrera (1997)
- Deep Inside Felecia (1997)
- Dirty Bob's Xcellent Adventures 31 (1997)
- Dirty Bob's Xcellent Adventures 32 (1997)
- Dirty Bob's Xcellent Adventures 33 (1997)
- Dirty Bob's Xcellent Adventures 37 (1997)
- Diva 1: Caught in the Act (1997)
- Dumb Ass (1997)
- Everybody Wants Some Bionca Style (1997)
- Fashion Play (1997)
- Fire Down Below (1997)
- Foot Fetish Fantasies 2 (1997)
- Heat (1997)
- Hot Buttered Blues (1997)
- Kinky Catfighting 1 (1997)
- Legal Favors (1997)
- Misty Cam's Birthday Party (1997)
- Misty Cam's International Sex Tour 1 (1997)
- Misty Cam's International Sex Tour 2 (1997)
- Petite And Sweet 25 (1997)
- Pierced Shaved And Anal (1997)
- Pleasure Bound (1997)
- Private Strippers (1997)
- Red Vibe Diaries 1: Object Of Desire (1997)
- Sexual Healing (1997)
- Sodomania: Slop Shots 1 (1997)
- Stripper's Serenade (1997)
- Taboo 17 (1997)
- Totally Tianna (1997)
- Ultra Kinky 4: Pierced Lil Pretties (1997)
- Undercover (1997)
- Wild Experiences (1997)
- Amazing Sex Talk 1 (1998)
- Amazing Sex Talk 2 (1998)
- Amazing Sex Talk 3 (1998)
- Babes Illustrated 7 (1998)
- Backseat Driver 2 (1998)
- Comic Relief (1998)
- Daydreamer (1998)
- I Love Lesbians 3 (1998)
- Infidelity (1998)
- Misty Cam's Houseboat (1998)
- Misty Cam's Winter Games (1998)
- Only the Best: Kaylan Nicole (1998)
- Red Vibe Diaries 2: Dark Desires (1998)
- Sex Files 5 (1998)
- Tickled Ladies (1998)
- Adult Video News Awards 1999 (1999)
- Fluff Girls of the Houston 500 (1999)
- Misty Cam's Starlet Express (1999)
- Pussyman's Bloopers And Practical Jokes (1999)
- Sex 4 Life Too (1999)
- Sex for Life Too (1999)
- Sodomania: Director's Cut Classics 3 (1999)
- Things Change 3 (1999)
- Things Change 4 (1999)
- Under Dressed (1999)
- Whack Attack 5 (1999)
- World's Biggest Gang Bang 3: Houston 620 (1999)
- All Girl Pussy Lickers (2000)
- Ass Wide Shut (2000)
- Big Tops 2 (2000)
- Cum Shots 2 (2000)
- Las Vegas Revue 2000 (2000)
- Les Vampyres 2 (2000)
- Misty Rain's Worldwide Sex 1: Cannes Festival Du Film 2000 (2000)
- Misty Rain's Worldwide Sex 2: Wild in Paris (2000)
- Misty Rain's Worldwide Sex 3: Amsterdammed (2000)
- Wet Dreams 9 (2000)
- Ecstasy Girls 4 (2001)
- Ecstasy Girls Raw and Uncensored 1 (2001)
- I Swallow 19 (2001)
- Love Potion 69 2 (2001)
- Misty Rain's Worldwide Sex 4: Sexo En Barcelona (2001)
- Misty Rain's Worldwide Sex 5: Party In Prague (2001)
- Misty Rain's Worldwide Sex 6: Slammin' In Slovakia (2001)
- Misty Rain's Worldwide Sex 7: Budapest Babes (2001)
- Raw 1 (2001)
- Stringers 4 (2001)
- 100% Blowjobs 1 (2002)
- Breast To Breast (2002)
- Crack Pack (2002)
- Ecstasy Girls Platinum 2 (2002)
- Misty Rain's Lost Episodes 1 (2002)
- Misty Rain's Worldwide Sex 8: Party In Prague 2 (2002)
- Misty Rain's Worldwide Sex 9: European Sex Trip (2002)
- Young Julia Ann (2002)
- Dawn of the Debutantes 4 (2003)
- Hungry on the Face (2003)
- I Love Lesbians 13 (2003)
- Jaw Breakers 1 (2003)
- My Virtual Misty (2003)
- Shane and Friends (2003)
- Virgin Porn Stars 3 (2003)
- Busty Adventures 2 (2004)
- Cum One Cum All 2 (2004)
- Feel the Heat (2004)
- Gauge And Friends (2004)
- Jenna Uncut and Uncensored (2004)
- Late Night Sessions With Tony Tedeschi (2004)
- Misty Rain's Lost Episodes 2 (2004)
- Misty Rain's Worldwide Sex 10: Lusting in London (2004)
- Naughty Naturals 3 (2004)
- Real White Trash 2 (2004)
- Young Buns 11 (2004)
- Guide to Eating Out (2005)
- MILF 4 (2005)
- Supermodel POV Angels (2005)
- Lesbian Secret Desires 1 (2006)
- Dr. Fuck's Guide to Banging Girlfriends 2 (2007)
- Potty Mouth (2007)
- Misty Rain Deluxe (2008)
- Lesbian Mentors 2 (2009)
- Lesbian Noir 2 (2009)

### Regista
- Misty Cam's Birthday Party (1997)
- Misty Cam's International Sex Tour 1 (1997)
- Misty Cam's International Sex Tour 2 (1997)
- Misty Cam's Houseboat (1998)
- Misty Cam's Winter Games (1998)
- Misty Cam's Starlet Express (1999)
- Misty Rain's Worldwide Sex 1: Cannes Festival Du Film 2000 (2000)
- Misty Rain's Worldwide Sex 2: Wild in Paris (2000)
- Misty Rain's Worldwide Sex 3: Amsterdammed (2000)
- Misty Rain's Worldwide Sex 4: Sexo En Barcelona (2001)
- Misty Rain's Worldwide Sex 5: Party In Prague (2001)
- Misty Rain's Worldwide Sex 6: Slammin' In Slovakia (2001)
- Misty Rain's Worldwide Sex 7: Budapest Babes (2001)
- Misty Rain's Lost Episodes 1 (2002)
- Misty Rain's Worldwide Sex 8: Party In Prague 2 (2002)
- Misty Rain's Worldwide Sex 9: European Sex Trip (2002)
- Misty Rain's Lost Episodes 2 (2004)
- Misty Rain's Worldwide Sex 10: Lusting in London (2004)